# Videografia de Rihanna

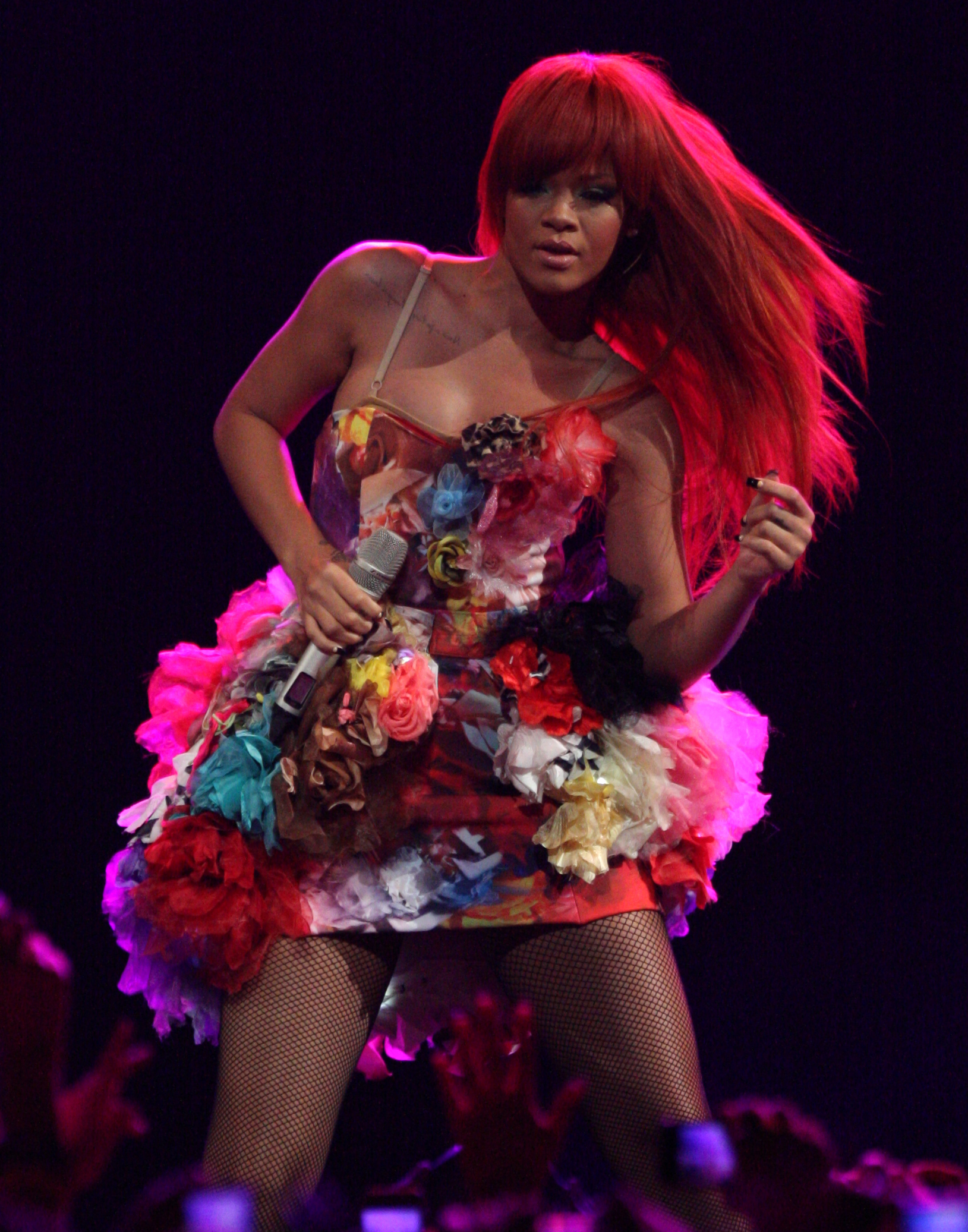
Rihanna durante a sua digressão Last Girl on Earth Tour em 2011 na Austrália.

A videografia da cantora barbadense Rihanna consiste na sua participação em numerosos vídeos musicais, filmes, programas de televisão e comerciais. O seu trabalho é constituído por quarenta telediscos, incluindo duas aparências em projectos de outros artistas, um álbum de vídeo, cinco filmes e onze anúncios televisivos. As suas vendas discográficas são avaliadas em mais de cinquenta milhões de discos e mais de cento e oitenta milhões de registos vendidos mundialmente. Em 2011, foi considerada pela Billboard, a artista de todos os tempos que mais vendeu a nível digital na década de 2000. Rihanna conseguiu colocar onze dos seus trabalhos na liderança da Hot 100, tornando-se apenas a sétima artista a conseguir tal feito em 53 anos de história de existência da tabela.
Em 2005, a cantora assinou contrato com a editora discográfica Def Jam Recordings e lançou o seu single de estreia "Pon de Replay", retirado do seu primeiro álbum de estúdio Music of the Sun. Tal como o seu tema lírico, o vídeo musical da canção foi inspirado em música de discoteca; dirigido por Little X. Três telediscos diferentes foram lançados para promover "SOS", gravado para o segundo disco de originais A Girl like Me, em que todos contavam com várias sequências de dança. No mesmo ano, o director norte-americano Anthony Mandler filmou o vídeo para a segunda faixa de trabalho "Unfaithful", que incluía a cantora num perigoso triângulo amoroso entre o seu marido e o seu amante. Esta foi a primeira de muitas colaborações entre Mandler e Rihanna, pois continuaram a trabalhar frequentemente. Em 2006, a artista fez uma participação especial na terceira edição da saga de filmes Bring It On, intitulada Bring It On: All or Nothing. O vídeo musical para "Umbrella", primeiro single retirado do terceiro álbum Good Girl Gone Bad, com a direcção de Chris Applebaum, mostrava a jovem nua e coberta de tinta prateada. Venceu o prémio Video of the Year nos MTV Video Music Awards de 2007. Posteriormente, foram divulgados mais sete trabalhos com a assinatura de Mandler, nomeadamente para "Shut Up and Drive" e "Don't Stop the Music" em Praga.
Em 2009, Jay-Z recrutou também Anthony para trabalhar em "Run This Town", uma colaboração com Rihanna e Kanye West. Foi gravado nas cidades Queens, em Nova Iorque, com um tema apocalíptico. "Russian Roulette", a faixa de trabalho de avanço do quarto disco de originais Rated R (2009), incluiu uma participação especial do modelo e actor Jesse Williams. Melina Matsoukas foi a directora escolhida para dirigir as filmagens dos vídeos para "Hard", "Rude Boy" e "Rockstar 101". Em 2010, Rihanna ainda colaborou com Eminem na canção "Love the Way You Lie". Os actores Dominic Monaghan e Megan Fox fizeram os papéis principais numa espécie de relação amor-ódio enquanto os músicos interpretavam a melodia em frente a uma casa em chamas. No final de 2010, a cantora começou a filmar as suas cenas no Hawaii para a grande estreia em cinema em Battleship, que acabou por ser lançado em Abril de 2012. Em 2011, três dos trabalhos lançados pela artista provocaram controvérsia. O teledisco de "S&M" sofreu uma acusação de plágio pela parte do fotografo David LaChapelle e foi banido em onze países devido ao seu conteúdo sexual. Mais tarde, grupo Parents Television Council (PTC) criticou Rihanna pela sua "fria e calculada execução de homicídio" em "Man Down". Em Setembro de 2011, a cantora lançou "We Found Love", o single de avanço do seu sexto álbum de estúdio Talk That Talk; o seu teledisco causou várias críticas por parte de grupos activistas, como o The Rape Crisis Centre no Reino Unido. Jovens pastores cristãos e membros da Ulster Cancer Foundation também criticaram o projecto pela interpretação de relações sexuais sob o efeito de drogas ilegais, e acusando a artista de não ser um modelo para as raparigas e mulheres mais novas.
Ao longo da sua carreira, Rihanna também foi participando em vários anúncios para exibição em televisão. Em 2007, assinou contrato com a marca de cosméticos CoverGirl e realizou três trabalhos. Em 2010, de forma a promover a fase australiana da digressão Last Girl on Earth Tour, gravou um comercial com a Optus em que a artista flutuava no espaço. Além das duas campanhas publicitárias para a estação de rádio Capital FM, também participou no aniversário dos cem anos da marca Nivea com "California King Bed" como banda sonora. Seguiram-se ainda dois vídeos que divulgavam a sua linha exclusiva de roupa interior desenhada para a Emporio Armani. Em televisão, foi reconhecida em vários concursos musicais e séries até que em 2012 foi creditada como produtora executiva do seu próprio trabalho, Styled to Rock. A cantora também foi entrevistada por Oprah Winfrey no seu país natal e produziu um recorde de audiências, sendo que foi o segundo episódio mais visto do programa com 2.5 milhões de telespectadores.

## Vídeos musicais
| Ano  | Canção                                            | Artista(s)                                          | Director(es)              | Descrição |
| ---- | ------------------------------------------------- | --------------------------------------------------- | ------------------------- | --- |
| 2005 | "Pon de Replay"                                   | Rihanna                                             | Little X                  | O vídeo decorre numa discoteca, onde Rihanna dança com o seu grupo de amigos numa plataforma e faz sequências de dança do ventre. |
| 2005 | "If It's Lovin' that You Want"                    | Rihanna                                             | Marcus Raboy              | Foi gravado em Malibu, na Califórnia. Rihanna dança, passeia durante a praia e anda de veículo aquático pessoal com os seus amigos. |
| 2006 | "SOS" + versão Nike + versão da Agent Provocateur | Rihanna                                             | Chris Applebaum           | Foram lançados três vídeos para promoção. Todos eles contêm várias sequências de dança. |
| 2006 | "Unfaithful"                                      | Rihanna                                             | Anthony Mandler           | O vídeo apresenta a cantora num perigoso triângulo amoroso. Ela esforça-se para escolher entre o seu marido e o seu amante e mostra arrependimento por enganar o primeiro. |
| 2006 | "We Ride"                                         | Rihanna                                             | Anthony Mandler           | O vídeo foi filmado em Miami e em Florida Keys. Mostra várias cenas em que a artista sai com as suas amigas em direcção a uma discoteca. |
| 2007 | "Umbrella"                                        | Rihanna com a participação de Jay-Z                 | Chris Applebaum           | O teledisco inclui várias cenas de dança, entre outras transições em que Rihanna está completamente nua, coberta por uma tinta prateada. Venceu a categoria Video of the Year na edição de 2007 dos MTV Video Music Awards.                                                                            |
| 2007 | "Shut Up and Drive"                               | Rihanna                                             | Anthony Mandler           | O projecto foi gravado num ferro-velho situado em Praga, na República Checa. O vídeo faz referências a vários carros desportivos e clássicos. A cantora faz várias rotinas de dança e um espectáculo em conjunto com uma banda.                                                                        |
| 2007 | "Hate That I Love You" + versão espanglês         | Rihanna com a participação de Ne-Yo ou David Bisbal | Anthony Mandler           | Demonstra o caminho das personagens de Rihanna e Ne-Yo a caminharem em encontro dos seus parceiros românticos. Na versão com Bisbal, este está numa sala de cinema e as cenas da cantora são as mesmas mas mostradas através de películas.                                                             |
| 2007 | "Don't Stop the Music"                            | Rihanna                                             | Anthony Mandler           | O vídeo foi filmado numa discoteca em Praga, na República Checa. São mostradas cenas em que Rihanna e duas amigas chegam num táxi e entram numa loja de doces, escapando pelas traseiras onde se encontra uma pista de dança secreta.                                                                  |
| 2008 | "Take a Bow"                                      | Rihanna                                             | Anthony Mandler           | O projecto foi gravado em Venice, Los Angeles e inclui a cantora a terminar o relacionamento amoroso com o seu parceiro. |
| 2008 | "If I Never See Your Face Again"                  | Maroon 5 com a participação de Rihanna              | Anthony Mandler           | O vídeo foi filmado em Castaic, na Califórnia. As personagens de Adam Levine e Rihanna seduzem-se um ao outro durante as cenas. |
| 2008 | "Disturbia"                                       | Rihanna                                             | Anthony Mandler, Rihanna  | O vídeo foi gravado em Los Angeles, e retrata a artista em vários locais sombrios, como uma cela numa prisão e uma câmara de gás. |
| 2008 | "Live Your Life"                                  | T.I. com a participação de Rihanna                  | Anthony Mandler           | Enquanto T.I. interpreta um indivíduo envolvido em esquemas perigosos, a artista tem um papel de cantora de cabaré num bar. |
| 2008 | "Rehab"                                           | Rihanna                                             | Anthony Mandler           | Filmado no Vasquez Rocks Park em Los Angeles, Justin Timberlake faz uma aparência no teledisco como "vício" amoroso da cantora. |
| 2009 | "Run This Town"                                   | Jay-Z com a participação de Rihanna e Kanye West    | Anthony Mandler           | O teledisco foi filmado nas ruas de Queens em Nova Iorque. Apresenta um cenário apocalíptico, em cenas divididas entre os três músicos que pretendem tomar posse da cidade. |
| 2009 | "Wait Your Turn"                                  | Rihanna                                             | Anthony Mandler           | O teledisco a preto e branco foi filmado na cidade de Nova Iorque. O seu tema é inspirado no hip-hop e em estilos citadinos e urbanos. |
| 2009 | "Russian Roulette"                                | Rihanna                                             | Anthony Mandler           | No vídeo, Rihanna é mostrada a entrevistar o seu par amoroso, sentados muma mesa, com um revólver entre eles, fazendo alusão ao jogo roleta russa. O actor e modelo norte-americano Jesse Williams faz uma aparência.                                                                                  |
| 2009 | "Hard"                                            | Rihanna com a participação de Jeezy                 | Melina Matsoukas          | O teledisco foi gravado em Los Angeles. A cantora é vista a comandar um exército, enquanto demonstra vestuários estilizados a nível militar. |
| 2009 | "Shy Ronnie"                                      | The Lonely Island com a participação de Rihanna     | Akiva Schaffer            | Clyde (Rihanna) e um nerd ruivo chamado Shy Ronnie (Andy Samberg) actuam numa sala de aulas cheia de crianças. O vídeo fez parte do programa Saturday Night Live e foi nomeado para os Emmy Award para Best Original Music and Lyrics.                                                                 |
| 2010 | "Rude Boy"                                        | Rihanna                                             | Melina Matsoukas          | O teledisco foi inspirados em temas caribenhos e inclui Rihanna com rotinas de dança proeminentes da década de 1990, como o Bogle. Também faz referências a outros artistas, tais como M.I.A. e Salt-n-Pepa.                                                                                           |
| 2010 | "Rockstar 101"                                    | Rihanna com a participação de Slash                 | Melina Matsoukas          | Durante o vídeo, Rihanna faz uma actuação ao vivo com uma banda, e em cenas finais, imita o próprio Slash no projecto inspirado em rock. |
| 2010 | "Te Amo"                                          | Rihanna                                             | Anthony Mandler           | A cantora faz alusão a um interesse lésbico no teledisco, contando com a participação da modelo francesa Laetitia Casta como sua parceira. Foi filmado num castelo em França. |
| 2010 | "Love the Way You Lie"                            | Eminem com a participação de Rihanna                | Joseph Kahn               | Os actores Megan Fox e Dominic Monaghan interpretam os papéis principais no vídeo musical. Outras cenas notáveis incluem Eminem e Rihanna a actuar em frente a uma casa em chamas. |
| 2010 | "Who's That Chick?"                               | David Guetta com a participação de Rihanna          | Jonas Åkerlund            | Foram lançadas duas versões para a campanha da marca Doritos, uma versão mais colorida e outra mais gótica. David Guetta, mais tarde, alterou os vídeos e incluiu em ambas as versões cenas com ele próprio.                                                                                           |
| 2010 | "Only Girl (In the World)"                        | Rihanna                                             | Anthony Mandler           | O tema retratado no vídeo é simplista, com várias cores, flores e balões em redor da cantora, que se encontra "sozinha no mundo". |
| 2010 | "Shy Ronnie 2: Ronnie & Clyde"                    | The Lonely Island com a participação de Rihanna     | Akiva Schaffer            | O vídeo foi gravado para o programa Saturday Night Live, como sequela da edição de 2009. Marca o regresso dos dois artistas, que aparecem juntos como 'Ronnie and Clyde', uma paródia à dupla de criminosos Bonnie and Clyde.                                                                          |
| 2010 | "What's My Name?"                                 | Rihanna com a participação de Drake                 | Philip Andelman           | O vídeo musical foi filmado em Manhattan, Nova Iorque. O projecto revela o encontro romântico entre Rihanna e Drake num mini-mercado, que se prolonga até casa da cantora. |
| 2011 | "S&M"                                             | Rihanna                                             | Melina Matsoukas          | Durante as várias cenas do trabalho, são demonstrados vários fetiches sexuais e actos sadomasoquistas softcore. |
| 2011 | "All of the Lights"                               | Kanye West com a participação de Rihanna e Kid Cudi | Hype Williams             | O trabalho apresenta luzes e aspectos visuais inspirados no filme de 2009 intitulado Enter the Void, do cineasta Gaspar Noé. Rihanna e o rapper Kid Cudi também aparecem em várias cenas no vídeo. |
| 2011 | "California King Bed"                             | Rihanna                                             | Anthony Mandler           | Foi filmado num estúdio em West Hollywood, na Califórnia. Ciarra Pardo, directora criativa da equipa de Rihanna, desenhou uma cama de 5 metros e meio especialmente para as cenas do vídeo. |
| 2011 | "Man Down"                                        | Rihanna                                             | Anthony Mandler           | O teledisco foi filmado em Kingston, capital da Jamaica. Na curta-metragem, Rihanna dispara contra um homem numa estação por ter sofrido uma violação por parte do mesmo. |
| 2011 | "Cheers (Drink to That)"                          | Rihanna                                             | Evan Rogers e Ciara Pardo | O vídeo musical é composto por várias montagens de Rihanna a actuar durante a sua digressão mundial The Loud Tour. Jay-Z, Avril Lavigne e Kanye West são algumas das celebridades presentes no projecto.                                                                                               |
| 2011 | "Fly"                                             | Nicki Minaj com a participação de Rihanna           | Sanaa Hamri               | Foi gravado em Janeiro de 2011, no entanto, apenas foi divulgado em Agosto desse mesmo ano. Ambas as cantoras utilizavam vestuários apocalípticos em cenários de destruição mundial. |
| 2011 | "We Found Love"                                   | Rihanna com a participação de Calvin Harris         | Melina Matsoukas          | O vídeo foi filmado em County Down, cidade localizada no Irlanda do Norte. Representa a história de amor-ódio entre um casal, sendo interpretada por Rihanna e o modelo britânico Dudley O'Shaughnessy. O projecto venceu na categoria Video of the Year na edição de 2012 dos MTV Video Music Awards. |
| 2011 | "You Da One"                                      | Rihanna                                             | Melina Matsoukas          | O vídeo foi filmado em Londres. Contém referências ao filme Laranja Mecânica. |
| 2012 | "Take Care"                                       | Drake com a participação de Rihanna                 | Yoann Lemoine             | O vídeo mostra as personagens de Drake e Rihanna envoltos num clima de romance, enquanto passam em pano de fundo vários cenários primitivos. |
| 2012 | "Where Have You Been"                             | Rihanna                                             | Dave Meyers               | O teledisco foi coreografado pela dançarina de hip-hop Hi-Hat. Rihanna executa vários movimentos de dança, em rios enlameados cobertos de flores, encostas e paisagens de deserto. |
| 2012 | "Princess of China"                               | Coldplay e Rihanna                                  | Adria Petty e Alan Bibby  | As cenas foram gravadas no Taiko Center em Los Angeles. As personagens de Rihanna e Chris Martin vão percorrendo o deserto, até que no final ajoelham-se na areia, testa a testa. |
| 2012 | "Diamonds"                                        | Rihanna                                             | Anthony Mandler           | As cenas foram gravadas em Los Angeles. Durante o vídeo, Rihanna faz alusão aos elementos da natureza água e fogo. |
| 2013 | "Stay"                                            | Rihanna com a participação de Mikky Ekko            | Sophie Muller             | O vídeo apresenta Rihanna nua numa banheira cheia de água turva e Ekko também é mostrado, mas sentado do lado de fora de outra banheira. |
| 2013 | "Pour It Up"                                      | Rihanna                                             | Rihanna                   | |
| 2013 | "What Now"                                        | Rihanna                                             | The Uprising Creative     | |
| 2013 | "The Monster"                                     | Eminem com a participação de Rihanna                | Rich Lee                  | |
| 2014 | "Can't Remember to Forget You"                    | Shakira com a participação de Rihanna               | Joseph Kahn               | |
| 2015 | "FourFiveSeconds"                                 | Rihanna, Kanye West e Paul McCartney                | Inez & Vinoodh            | |

### Aparências especiais
| Ano  | Canção             | Artista(s)                                      | Director(es)              | Descrição                                                                                  |
| ---- | ------------------ | ----------------------------------------------- | ------------------------- | ------------------------------------------------------------------------------------------ |
| 2006 | "Like That"        | Memphis Bleek com a participação de Swizz Beatz | R. Malcolm Jones          | Participação especial.                                                                     |
| 2009 | "Paranoid"         | Kanye West com a participação de Mr Hudson      | Nabil Elderkin            | O vídeo é baseado em fantasia, em que a paranoia de Rihanna causa-lhe sonhos surrealistas. |
| 2011 | "Can't Get Enough" | J. Cole com a participação de Trey Songz        | Clifton Bell              | O teledisco foi filmado no país natal de Rihanna, em Barbados.                             |
| 2013 | "Fashion Killa"    | ASAP Rocky                                      | ASAP Rocky e Virgil Alboh | O vídeo consiste num casal que experimenta vários tipos de roupas de diversas marcas.      |

### Álbuns de vídeo
| Good Girl Gone Bad Live - Lançamento: 12 de Junho de 2008 - Editora: Def Jam - Formatos: DVD, blu-ray, descarga digital | 6 | 2 | 2 | 1 | 6 | — | 9  | — | — | — | - ARIA: Platina - ABPD: Ouro - RIAA: Ouro |
| Loud Tour Live at the O2 - Lançamento: 13 de Dezembro de 2012 - Editora: Def Jam - Formatos: DVD, blu-ray               | 8 | 6 | 3 | — | — | 2 | 11 | 7 | 8 | 5 | - ABPD: Ouro                              |
| Rihanna 777 Documentary... 7Countries7Days7Shows - Lançamento: 7 de Maio de 2013 - Editora: Def Jam - Formatos: DVD     | — | — | 2 | — | 7 | — | 19 | — | — | 9 |                                           |
| "—" denota um título que não tenha entrado na tabela musical do respectivo país.                                        |   |   |   |   |   |   |    |   |   |   |                                           |

## Filmografia
| Ano  | Filme                       | Director(es)                | Personagem                      | Descrição |
| ---- | --------------------------- | --------------------------- | ------------------------------- | --- |
| 2005 | Bring It On: All or Nothing | Steve Rash                  | A própria                       | Participação especial |
| 2012 | Battleship                  | Peter Berg                  | Petty Officer (GM2) Cora Raikes | Rihanna é uma especialista em armas a bordo de um navio da marinha que luta contra alienígenas na costa do Havaí.                                                                                      |
| 2012 | Katy Perry: Part of Me      | Dan Cutforth e Jane Lipsitz | A própria                       | Participação especial |
| 2013 | This Is the End             | Seth Rogen                  | A própria                       | O filme de comédia e acção inclui várias celebridades que vão a uma festa em casa de James Franco, enquanto o apocalipse irrompe.                                                                      |
| 2015 | Home (filme)                | Tim Johnson                 | Gratuity "Tip" Tucci            | Um filme de animação baseado no livro The True Meaning of Smekday por Adam Rex. A película inclui extraterrestres amigáveis que invadem o planeta Terra e utilizam-na como esconderijo do seu inimigo. |

## Televisão
| Ano            | Programa                       | Personagem | Detalhes |
| -------------- | ------------------------------ | ---------- | --- |
| 2005           | Las Vegas                      | A própria  | "The Real McCoy" (3.ª temporada; episódio 6) |
| 2006           | My Super Sweet 16              | A própria  | "Darnell" (3.ª temporada; episódio 7) |
| 2006           | All My Children                | A própria  | (episódio de 25 de Julho) |
| 2006           | Punk'd                         | A própria  | (7.ª temporada; episódio 8) |
| 2009 2010 2012 | Saturday Night Live            | A própria  | "Blake Lively/Rihanna" (35.ª temporada; episódio 8) "Eli Manning/Rihanna" (37.ª temporada; episódio 20)                                                    |
| 2011           | Extreme Makeover: Home Edition | A própria  | "The Jubilee House/Marshall Family" (9.ª temporada; episódio 1)                                                                                            |
| 2011           | The X Factor                   | A própria  | Jurada convidada "Judges' Home #1" (1.ª temporada; episódio 7) "Judges' Home #2" (1.ª temporada; episódio 8) "Judges' Home #3" (1.ª temporada; episódio 9) |
| 2012           | Styled to Rock                 | A própria  | Produtora executiva |
| 2012           | Oprah's Next Chapter           | A própria  | "Rihanna" (2.ª temporada; episódio 1) |

## Comerciais
| Ano       | Companhia/marca | Director                   | Descrição |
| --------- | --------------- | -------------------------- | --- |
| 2007 2008 | CoverGirl       | Desconhecido               | A cantora assinou contrato com a marca e realizou três anúncios televisivos. O primeiro fez parte de uma promoção ao single "Umbrella" e ao disco Good Girl Gone Bad. |
| 2010      | Optus           | David Gaddie               | O comercial foi concebido em conjunto com a operadora Optus em suporte da digressão Last Girl on Earth Tour na Austrália. Demonstra a cantora a flutuar numa nave espacial e encontra dois pinguins. |
| 2010      | Kodak           | Chris Robinson             | Rihanna é vista num desfile com um grupo de amigas. Posterirmente, a artista mostra o seu modelo roxo da câmara, tira uma foto e envia-a para o rapper norte-americano Pitbull. A publicidade faz parte de uma série de anúncios para o produto que apresenta vários artistas musicais.                                                                                               |
| 2010      | Capital FM      | Steve Qua e Russell Thomas | Rihanna faz uma aparência no comercial para a televisão sobre a estação de rádio. Também são mostrados outros artistas musicais, tais como, Usher, Nicole Scherzinger e a banda The Black Eyed Peas. |
| 2011      | Reb'l Fleur     | Dave Meyers                | Propaganda para o primeiro perfume de Rihanna. O anúncio começa com a cantora a contorcer-se, como se nascesse a partir de uma flor cor de pêssego e envolta em penas que correspondem seu vestido. Mais tarde, a artista roda em torno de um labirinto espelhado num jardim e existe um efeito inverso fazendo alusão ao slogan da fragância 'Good feels so bad, bad feels so good'. |
| 2011      | Nivea           | Anthony Mandler            | Anúncio televisivo para celebrar a campanha dos cem anos da marca, "100 Years of Skincare". Rihanna interpreta a canção "California King Bed" num pano de fundo rosa. |
| 2011      | Emporio Armani  | Steven Klein               | O comercial serviu para promover a linha de roupa desenhada pela própria Rihanna para a Armani Jeans. Na publicidade, a cantora entra num carro preto e muda de roupa. O tema de fundo é "Skin", do quinto álbum de estúdio Loud. |
| 2011      | Capital FM      | Ross Neil                  | É a segunda aparição de Rihanna para um comercial da Capital FM, que também inclui artistas como Jessie J e JLS. |
| 2012      | Emporio Armani  | Jordan Scott               | O segundo anúncio de Rihanna para a Emporio Armani foi filmado em Nova Iorque e gravado em estilo monocromático. Rihanna está numa cama, enquanto veste um sutiã e um par de calças da sua linha. |